# Egyptisk pyramide
 Denne artikel omhandler pyramiderne i Egypten. For andre betydninger, se Pyramide (flertydig).
Egyptens pyramider er pyramideformede oldtidsstrukturer fra Egypten. Der er fundet 138 pyramider i Egypten pr. 2008. De fleste var bygget til at skulle fungere som grav for de daværende faraoer eller deres ægtefæller under det gamle rige og det mellemste rige.
Den ældste kendte egyptiske pyramide er fundet ved Sakkara, nordvest for Memphis. Den tidligste af disse var Djosers trappepyramide (konstrueret 2630 f.kr. – 2611 f.kr.), som blev bygget under det tredje dynasti. Pyramiden og strukturerne omkring den var designet af Djosers vesir og arkitekt Imhotep.
Det estimerede antal mennesker, der kræves til at bygge en pyramide, går fra omkring få tusinde til 20.000 og op til 100.000.
De mest kendte pyramider er dem fundet ved Giza, lige uden for Kairo. Mange af Gizapyramiderne bliver set som nogle af de største strukturer nogensinde bygget. Den store pyramide i Giza er den største af pyramiderne og er den eneste af verdens syv underværker, der stadig eksisterer.

## Pyramidernes historie
Under den tidlige dynasti periode blev folk i overklassen såvel som faraoer begravet i bænklignende strukturer kaldt mastabaer.
Den anden historiske egyptiske pyramide, der er dokumenteret, tilskrives arkitekten Imhotep, der planlagde hvad ægyptologer mener at være graven til faraoen Djoser. Imhotep bliver krediteret for at være den første, der fik ideen at stable mastabaer på toppen af hinanden. Det skabte en trappelignende konstruktion, hvor trinene bliver mindre og mindre nær toppen. Resultatet af denne idé blev til trappepyramiden, der var designet som en kæmpe trappe, som den afdødes faraos sjæl ville bestige til dødsriget. Vigtigheden af Imhoteps præstation gjorde, at han blev guddommeliggjort af senere egyptere.
Den mest produktive pyramidebyggende fase var, da Egypten var under absolut kontrol af faraoen. Det var i denne tid, de kendte pyramider ved Giza blev bygget. Senere, da regeringens magt blev mindre centraliseret, blev det sværere for folket at få overskud til at bygge og skaffe resurser til sådanne konstruktioner. Derfor var senere pyramider meget mindre, dårligere og ofte hastigt bygget.
Længe efter Egyptens egen pyramidebygningsperiode opstod et utal af pyramidestrukturer i det nuværende Sudan, efter at Egypten blev regeret af konger fra Napata. Napataperioden var kort og sluttede 661 f.kr. Egypten havde skabt så meget indflydelse, at der i det senere sudanske kongedømme over Meroe (fra omkring 300 f.kr. – år 300) skete en genoplivning af pyramidebyggerier i Nubien, hvilket blev til over tohundrede selvstændige, men alligevel egyptisk inspirerede, pyramidegrave, der blev bygget i kongedømmets hovedstæder.
Al-Aziz Uthman, søn af Saladin, der bekæmpede det kristne korstog, forsøgte at ødelægge de store pyramider i Giza, men måtte opgive, da opgaven var for stor. Det lykkedes dog at ødelægge Menkaures pyramide..

## Teorier

### Pyramiderne er bygget af støbte blokke i lighed med beton
Fra ca. 1930 og til i dag har forskere med indsigt i kemi og betonfremstilling (mest fremtrædende Joseph Davidovits) argumenteret overbevisende for, at i hvert fald nogle af stenene og sfinksen er blevet støbt, ligesom beton. Disse teorier er velfunderede, men blandt traditionelle arkæologer og geologer i dag (2009) betragtes de stadig som kontroversielle.

### Pyramiderne er bygget af udhuggede blokke og skubbet på plads ad ramper
Den nok mest kendte teori blandt arkæologer og geologer uden særlig kemisk indsigt lyder på, at Egypterne placerede våde træstammer under stenene, der var placeret på en kælk, når man så havde skubbet stenen forbi den sidste træstamme, tog man den bagerste og gengav processen. Egypterne byggede dertil en rampe, så de kunne smide stenene i deres præcise niveau samtidig med at pyramiden voksede.
Teorien blev især styrket, da man fandt en kælk i Tutankamons grav.
En ekspedition bestående af forskere ved University of Liverpool og French Institute for Oriental Archaeology opdagede i 2018 et alabast stenbrud, dateret til Keops tid via inskriptioner. Stenbruddet har en relativ stejl velbevaret rampe på omkring 20% stigning med stolpehuller. Fortolkningen af rampen med stolpehullerne er, at ægypterne trak alabasterblokke op ad rampen med tov. Samme fremgangsmåde kan være anvendt til at bygge de ægyptiske pyramider.

## Tabel over faraoer og deres pyramider
I dag ved man stadig ikke meget om pyramiderne. Man ved ikke, præcist hvordan de er bygget, og man har haft svært ved at finde tegn på, hvilke faraoer der har bygget bestemte pyramider. I pyramidernes tid var der en stor sandsynlighed for dårlig økonomi, og derfor brød der også borgerkrige ud.
| Pyramide / Farao  | Periode             | Sted for byggelse |
| ----------------- | ------------------- | ----------------- |
| Djoser            | c. 2630 - 2612 f.Kr | Sakkara           |
| Sneferu           | c. 2612 - 2589 f.Kr | Dashur            |
| Sneferu           | c. 2612 - 2589 f.Kr | Dashur            |
| Sneferu           | c. 2612 - 2589 f.Kr | Meidum            |
| Khufu             | c. 2589 - 2566 f.Kr | Giza              |
| Djedefre          | c. 2566 - 2558 f.Kr | Abu Rawash        |
| Khafre            | c. 2558 - 2532 f.Kr | Giza              |
| Menkaure          | c. 2532 - 2504 f.Kr | Giza              |
| Sahure            | c. 2487 - 2477 f.Kr | Abu Sir           |
| Neferirkare Kakai | c. 2477 - 2467 f.Kr | Abu Sir           |
| Nyuserre Ini      | c. 2416 - 2392 f.Kr | Abu Sir           |
| Amenemhat I       | c. 1991 - 1962 f.Kr | Lisht             |
| Senusret I        | c. 1971 - 1926 f.Kr | Lisht             |
| Senusret II       | c. 1897 - 1878 f.Kr | el-Lahun          |
| Amenemhat III     | c. 1860 - 1814 f.Kr | Hawara            |